# Антипова, Юлия Константиновна
Ю́лия Константи́новна Анти́пова (род. 14 июля 1966, Ленинград) — советская саночница, двукратная обладательница Кубка мира (1987/88, 1989/90). Мастер спорта СССР международного класса.

## Биография
В детстве и юности Юлия тренировалась в ленинградской ШВСМ по зимним видам спорта (воспитанником этой же школы был Юрий Харченко). В 1986 году Антипова попала в сборную СССР, а в 1988 году стала второй в истории санного спорта СССР обладательницей Кубка мира (первой была в 1982 году Вера Зозуля).
После завершения спортивной карьеры Антипова окончила Санкт-Петербургскую государственную академию физической культуры имени П. Ф. Лесгафта (1998).

## Спортивные достижения
| Год  | Место | Место                         | Место | Место |
| Год  | ЗОИ   | ЧМ                            | ЧЕ    | КМ    |
| ---- | ----- | ----------------------------- | ----- | ----- |
| 1986 |       |                               | 7-е   |       |
| 1987 |       | 4-е                           |       |       |
| 1988 | 5-е   |                               | 7-е   | 1     |
| 1989 |       | 6-е, командные соревнования — |       | 3     |
| 1990 |       | , командные соревнования —    | …     | 1     |